# Chileomma
Chileomma is een geslacht van spinnen uit de  familie van de Prodidomidae.

## Soorten
- Chileomma campana Platnick, Shadab & Sorkin, 2005
- Chileomma chilensis Platnick, Shadab & Sorkin, 2005
- Chileomma franckei Platnick, Shadab & Sorkin, 2005
- Chileomma malleco Platnick, Shadab & Sorkin, 2005
- Chileomma petorca Platnick, Shadab & Sorkin, 2005
- Chileomma rinconada Platnick, Shadab & Sorkin, 2005
- Chileomma ruiles Platnick, Shadab & Sorkin, 2005